# Pont Street Dutch

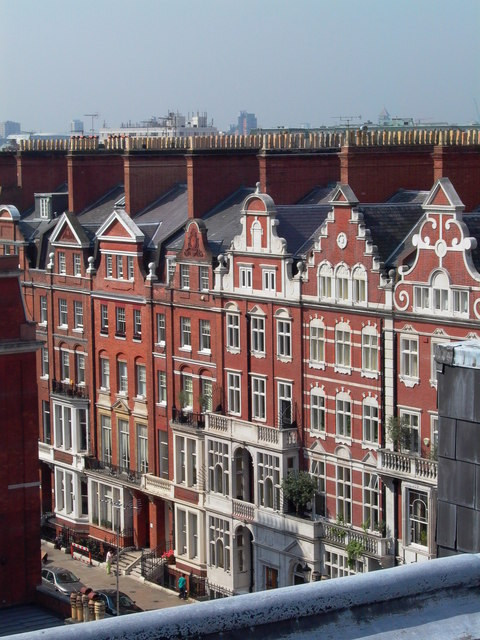
Maisons de Cadogan Square, Londres.

Pont Street Dutch est un terme inventé par l’historien de l’architecture Osbert Lancaster pour décrire un style architectural caractérisé par de grandes maisons à pignons en briques rouges construites dans les années 1880 à Pont Street, Knightsbridge, à Londres.